# Zweedse Golf Tour
De MoreGolf Mastercard Tour is een Zweedse wedstrijdcircuit voor golfprofessionals. Van 1998 tot en met 2008 stond de tour bekend als de Telia Tour. Het valt onder de Nordic Golf League.

## Tour
Er is een aparte tour voor de heren en de dames. Beiden bestaan uit ongeveer 15 toernooien. Het prijzengeld voor de herentour ligt tussen de 100.000 en 600.000 Zweedse kronen, voor de dames ligt dat tussen de 100.000 en 300.000 kronen.
De Telia Tour is bedoeld om ervaring op te doen om later eventueel naar de Europese Challenge Tour te gaan.
In 2005 werd de dames Telia Tour officieel een "feeder Tour" voor de Ladies European Tour (LET) en konden twee speelsters uit de top 5 van hun Order of Merit zich kwalificeren voor de LET, voor zover zij daar nog niet op speelden. De andere speelsters uit de top 10 mochten vanaf toen direct door naar de laatste rondes van de Qualifying School voor de LET.

## Namen
De tour heeft meerdere namen gekend, waaronder Scandinavian Tour (1993), Telia Infomedia Golf Tour (1995-1997), Telia Tour (1998-2008), SAS Masters Tour (2008-2009), Nordea Tour (2010-2016), Swedish Golf Tour (2017-2019) en MoreGolf Mastercard Tour (2020-2021).